# أكسيد ثلاثي فينيل الفوسفين
أكسيد ثلاثي فينيل الفوسفين هو مركب فوسفور عضوي من أكاسيد الفوسفين له الصيغة C18H15OP التي يمكن كتابتها على الشكل OP(C6H5)3؛ ويوجد على شكل بلورات صلبة بيضاء اللون.

## التحضير
يحضر المركب من أكسدة ثلاثي فينيل فوسفين:
{\displaystyle \mathrm {2\ PPh_{3}\ +\ O_{2}\longrightarrow 2\ Ph_{3}P{=}O} }
كما يستحصل عليه ضمن النواتج الثانوية لبعض عمليات الاصطناع العضوي مثل تفاعل فيتيغ وتفاعل شتاودنغر وتفاعل متسونوبو.

## الخواص
للمركب بنية جزيئية رباعية السطوح. ويعد مركب أكسيد ثلاثي فينيل الفوسفين من الربيطات الجيدة لمراكز الفلزات «القاسية» حسب نظرية HSAB.

## اقرأ أيضاً
- ثلاثي فينيل الفوسفين